# Gone Abie Gone
Gone Abie Gone (с англ. — «Прощай, Эйби, прощай») — четвёртый эпизод двадцать четвёртого сезона мультсериала «Симпсоны». Выпущен 11 ноября 2012 года в США на телеканале «Fox».

## Сюжет
В «Красти-Бургере» Джереми Питерсон случайно бросает на Гомера горячие луковые кольца. Через суд Гомер получает 5 тысяч долларов. Эти деньги он оставляет Лизе на колледж и хочет поместить их в банк. Но Ленни и Карл говорят Гомеру, что банки не всегда безопасны, из-за чего Гомер выкладывает деньги на покер-сайт. Заинтересованная Лиза решает пополнить свой счёт, играя в покер.
В это время Гомер и Мардж обнаруживают, что дедушка Эйб пропал из дома престарелых. Улики и знакомые Эйбу люди помогают им узнать, что тот когда-то работал в ресторане, там он познакомился с певицей Ритой ЛяФлюр и женился на ней.

## Отношение публики
Эпизод просмотрело 6.86 миллионов человек, он получил рейтинг 3.2 среди людей 18-49 лет. На той неделе он стал самым просматриваемым шоу на канале «FOX» в тот вечер.